# Unió Teològica Catòlica
La Unió Teològica Catòlica, oficialment i en anglès Catholic Theological Union (CTU) és una escola de teologia catòlica de postgrau a Chicago, Illinois, als Estats Units. Es va formar a Hyde Park com una unió d'escoles de tres instituts religiosos catòlics i des de llavors ha estat patrocinada per 23 instituts. És una de les escoles de teologia catòliques de postgrau més grans del món angloparlant i forma homes i dones per al ministeri laic i ordenat dins de l'Església Catòlica.

## Història
Va ser fundada el 1968, quan tres instituts religiosos —els Franciscans, els Passionistes i els Servites— van unir els seus programes de teologia separats per formar una sola escola. Des de llavors, la institució ha obtingut el patrocini de vint-i-tres comunitats religioses.
La CTU està dirigida i formada per religiosos i laics, homes i dones. Els estudiants internacionals constitueixen gairebé un terç del cos estudiantil.
La biblioteca principal de la CTU és la Biblioteca Paul Bechtold, que porta el nom del president fundador de la CTU. Les col·leccions distintives de la biblioteca inclouen temes relacionats amb les comunitats religioses catòliques, el diàleg entre línies ecumèniques i interreligioses, i la teologia pastoral.L'escola publica dos revistes científiques, New Theology Review (NTR) i Theophilus: The Student Journal of Catholic Theological Union

## Membres destacats
- Claude Marie Barbour, estudiós de la missió mundial
- Stephen B. Bevans, estudiós de la missió i la cultura
- John Dominic Crossan, estudiós del Nou Testament
- Edward Foley, estudiós de l'espiritualitat, la litúrgia i la música
- John Jefferson Gros, estudiós dels estudis ecumènics cristians (membre adjunt de la facultat)
- Leslie J. Hoppe, estudiosa de l'Antic Testament
- Daniel P. Horan, estudiós de la teologia sistemàtica i l'espiritualitat
- Kevin J. Madigan, estudiós de la història de l'església
- Steven P. Millies, professor de teologia pública
- John T. Pawlikowski, estudiós de l'ètica social
- Robert J. Schreiter, estudiós de teologia i cultura
- Wayne Robert Teasdale, estudiós i professional del diàleg interreligiós (membre adjunt del professorat)
- Zachary Hayes, professor de teologia sistemàtica